# AB Atomenergi
Studsvik AB är ett svenskt företag i kärnteknikbranschen. Det bildades i maj 1947 som Aktiebolaget Atomenergi (AE)  med avsikten att utveckla och introducera kärnkraften i Sverige. Företaget bytte 1978 namn till Studsvik Energiteknik AB, 1987 till Studsvik AB och har senare omvandlats till ett börsnoterat företag.

## Historik

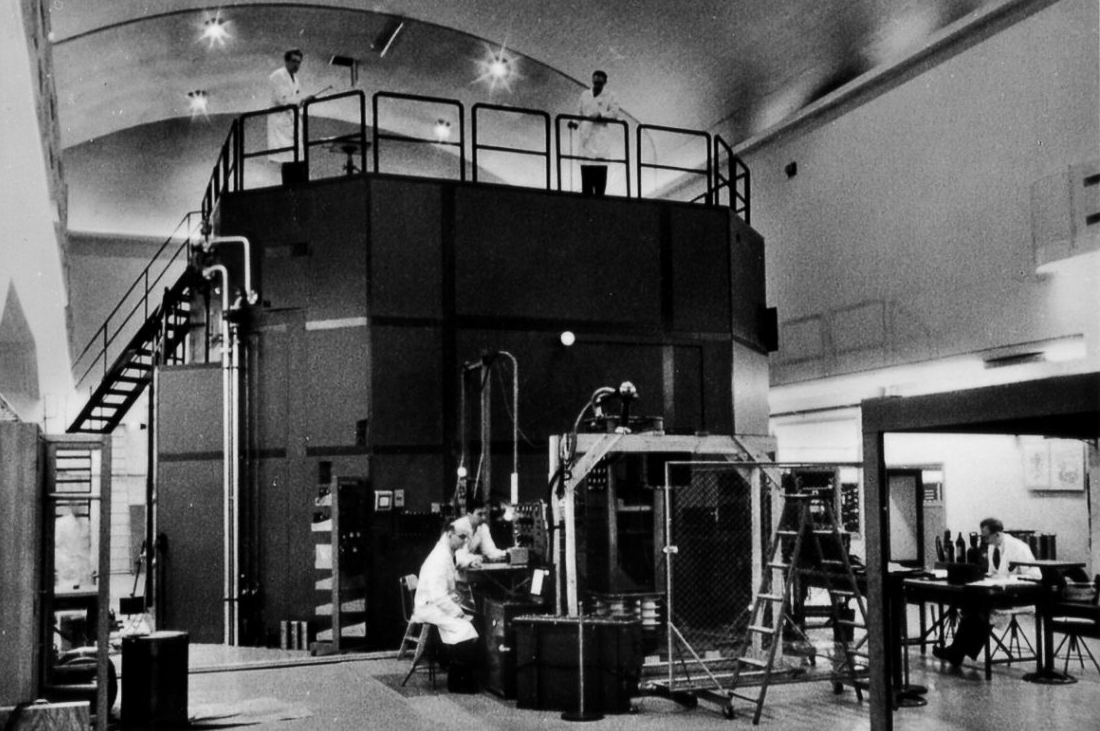
Reaktorn R1 på KTH i Stockholm

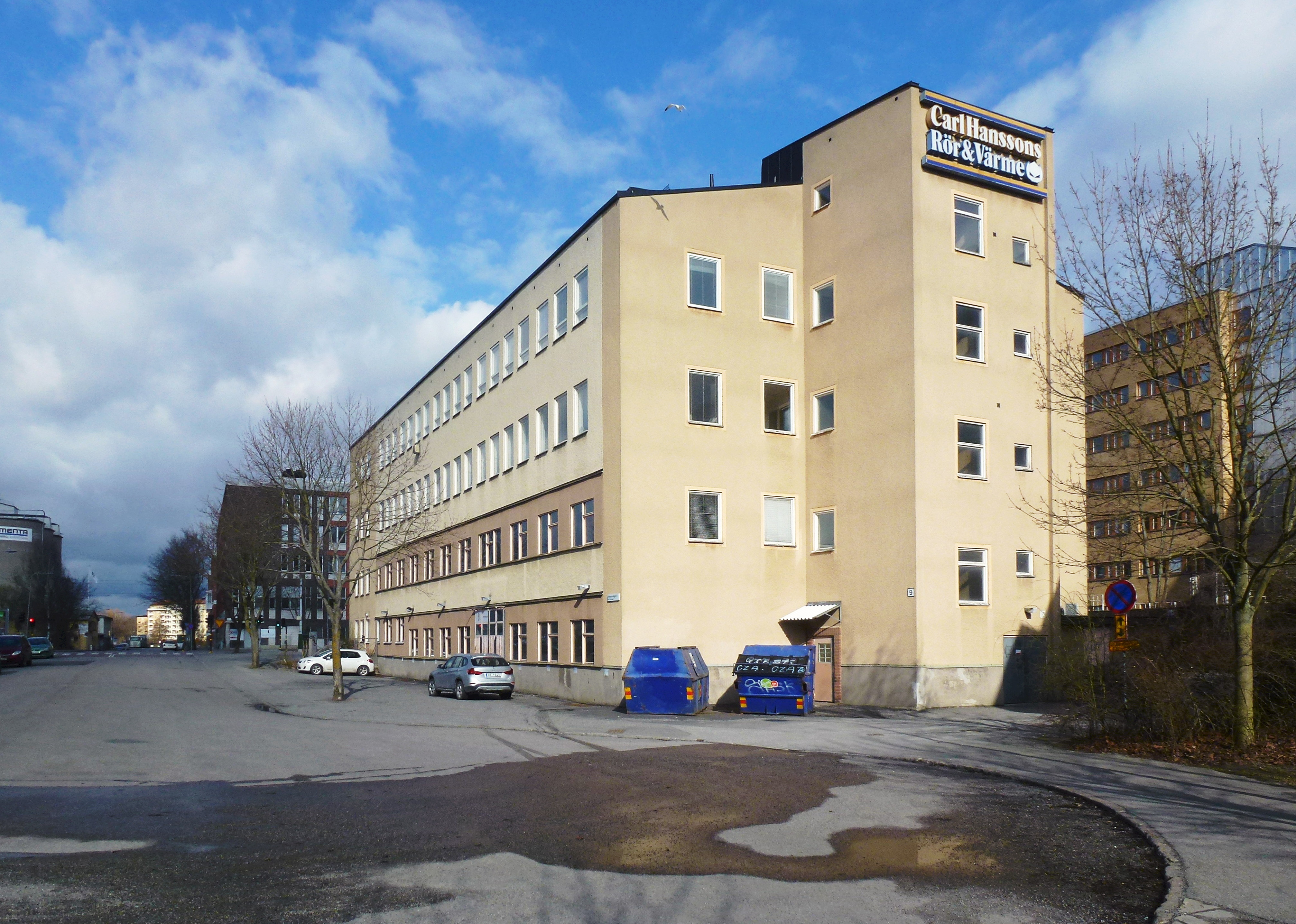
Fastigheten Rosteriet 5 i kvarteret Rosteriet i Liljeholmen, södra Stockholm, byggd 1955 för AB Atomenergi som kontor och laboratorium.

Initiativet till att starta AB Atomenergi kom från Atomkommittén. Vid bildandet ägde svenska staten 57% av företaget, och resterande 43% ägdes av en blandning av kommunala och privata företag.
Syftet med företaget vid bildandet var att konstruera experimentreaktorer och utveckla metoder för att utvinna uran från svenska fyndigheter. Vid denna tid bedrevs utvecklingen av civil kärnenergi i Sverige och militära tillämpningar inom ramen för det Svenska kärnvapenprogrammet parallellt, enligt den svenska linjen. Verksamheten finansierades genom statliga anslag. Ett samarbetsavtal från 1948 mellan Försvarets forskningsanstalt (FOA) och AB Atomenergi reglerade vem av dem som skulle bedriva utveckling inom vilka områden, och en del av FOA:s personal flyttade de första åren över till AB Atomenergi.
AB Atomenergi påbörjade 1950 byggandet av forskningsreaktorn R1, Sveriges första kärnreaktor, i ett underjordiskt utrymme på Drottning Kristinas väg på KTH-området i Stockholm. R1 togs i drift 13 juli 1954.
Under 1950-talet påbörjades byggandet av mer utrymmeskrävande anläggningar i Studsvik, där flera reaktorer för forskningsändamål byggdes. R0 togs i drift 25 september 1959, R2 4 maj 1960, R2-0 20 juni 1960 och FR-0 11 februari 1964. Under 1960-talet flyttade AB Atomenergis verksamhet successivt från Stockholm till Studsvik.
Sedan både den svenska linjen, tankarna på svenska kärnvapen och utnyttjande av inhemska uranfyndigheter successivt övergetts, och andra företag som Asea Atom påbörjat kommersiell konstruktion av kärnreaktorer kom AB Atomenergi att få en delvis annan roll, och renodlas till civil kärnkraftsteknik.
1969 tog Asea-Atom över AB Atomenergis anläggningar för kärnbränsletillverkning, och företaget blev helstatligt genom att staten tog över 100% av aktierna. Inriktningen på företaget var forskning, utveckling och konsultstöd till svensk kärnkraftsindustri.
Under andra halvan av 1970-talet skedde stora förändringar inom AB Atomenergi. Sedan Regeringen Fälldin I tillträtt, med kärnkraftsmotståndaren och centerpartisten Torbjörn Fälldin som statsminister, minskades AB Atomenergis anslag, vilket innebar att den kärntekniska verksamheten var tvungen att förlita sig på intäkter från industrin. Verksamheten breddades också till energiteknik i största allmänhet. Som ett led i detta bytte företaget 1978 namn till Studsvik Energiteknik AB. Verksamheten under slutet av 1970-talet sågs med skepsis av kärnkraftsteknikerna som bland annat beskrivit den med orden "Vi skulle bränna pinnar, kottar och en och annan säck med havre. Många av oss anställda var lite tveksamma till det. Det är inte så hög innovationsnivå på att bränna havre".
Företaget omstrukturerades under 1980-talet, och organiserades i en nukleär division och en division för (icke-nukleär) energiteknik. 1987 bytte företaget namn till Studsvik AB. Under 1990-talet överlät staten aktierna i Studsvik AB till Vattenfall, varefter den icke-kärnkraftsrelaterade verksamheten såldes eller lades ner. Under mitten av 1990-talet avyttrade Vattenfall successivt aktierna i Studsvik AB till privata investerare.
Det nuvarande företaget har ett annat fokus än det ursprungliga, på tjänster till kärnkraftindustrin inom drift och avfallshantering, och bedriver ingen reaktorkonstruktion eller driver egna reaktorer.

## Verkställande direktörer
- 1951-1969: Harry Brynielsson
- 1969-1979: Bo Aler
- 1979-1990: Kjell Håkansson

## AB Atomenergi/Studsviks reaktorer

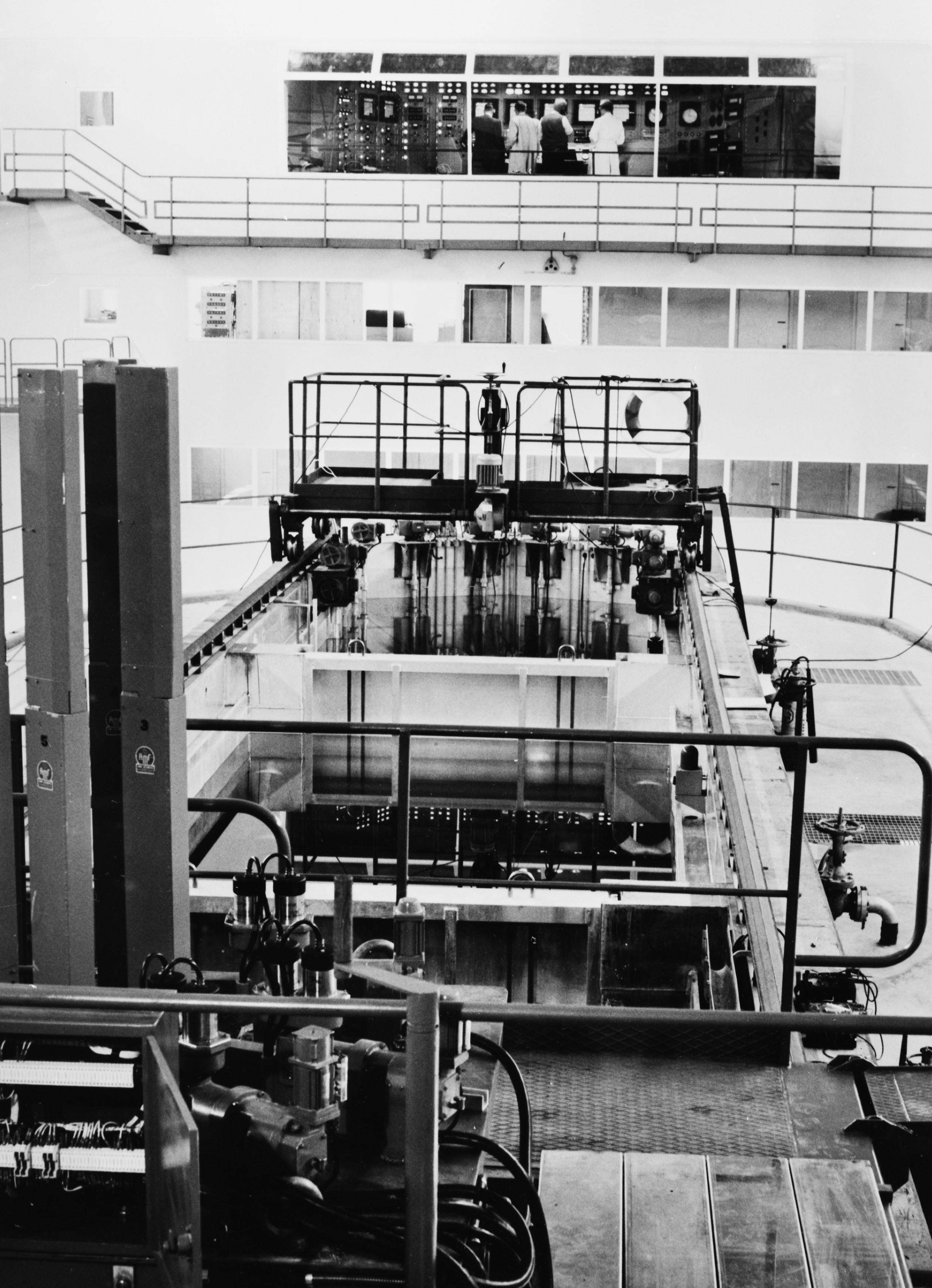
R2 (reaktor) i Studsvik.

- R1 - Reaktor vid Kungliga Tekniska högskolan i Stockholm 1954–1970
- R0 - Forskningsreaktor i Studsvik 1959–1972
- FR-0 - Snabb nolleffektsreaktor i Studsvik 1964-1971
- R2 - Forskningsreaktor i Studsvik 1960–2005
- R2-0 - Nolleffektsreaktor R2s vattenbassäng
- Zebra (Zero Energy Bare Reactor Assembly) var en underkritisk reaktor uppförd intill R 1 men flyttad till Studsvik 1959. Användningen var att studera härdarna med olika typer av bränsle och moderatorförhållanden.
- TZ (Tryckzebra) Efter att ZEBRA flyttades till Studsvik byggdes den 1963 om till en underkritisk reaktor som klarade mätningar upp till 250° C.
- KRITZ var en ombyggd version av TZ vilken även den låg i Studsvik och togs i drift 1969. KRITZ var en nolleffektsreaktor modererad med lättvatten. Dessa tre experiment fanns i samma lokal som R0. Alla avvecklades och revs i början på 1980-talet.[4]

- R3/Adam Ågesta kärnkraftvärmeverk 1964-1974
- R4/Eva Marviken kärnkraftstation aldrig startad